# الدوري التشيكوسلوفاكي 1956
الدوري التشيكوسلوفاكي 1956 هو الموسم 50 من الدوري التشيكوسلوفاكي ‏. أشرف على تنظيمه اتحاد جمهورية التشيك لكرة القدم، وكان عدد الأندية المشاركة فيه 12، وفاز فيه دوكلا براغ.